# Везунчик (телесериал)
«Везунчик» (англ. Golden Boy) — американский криминальный телесериал, созданный Николасом Вуттоном и спродюсированный Грегом Берланти и Warner Bros. Television. Канал CBS заказал сериал 13 мая 2012 года. Он транслировался с 26 февраля по 14 мая 2013, по вторникам в 10 вечера.
10 мая 2013 CBS объявили, что «Везунчик» не будет продлён на второй сезон.
5 августа 2014 года сериал вышел на DVD под лейблом Warner Archive.

## Сюжет
Сериал показывает историю взлёта карьеры молодого амбициозного детектива Уолтера Кларка, которому суждено стать самым молодым комиссаром полиции в истории полиции Нью-Йорка.

## В ролях

### Главные герои
- Тео Джеймс — Уолтер Уильям Кларк-младший, главный герой. В пилотном эпизоде он становится новичком-детективом в отделе убийств. В сериале присутствуют флешфорварды, которые показывают, что спустя семь лет он станет самым молодым комиссаром полиции в истории департамента. Изначально эту роль получил актёр Райан Филлипп, но позже он выбыл из проекта[1].
- Чи МакБрайд — детектив Дон Оуэн, напарник Кларка, которому осталось два года до выхода на пенсию.
- Кевин Алехандро — старший детектив Кристиан Арройо, имеющий натянутые отношения с Оуэном, так как из-за ошибки Кристиана погиб информатор. У него есть сын, который впоследствии пойдёт по стопам отца и станет полицейским.
- Бонни Сомервилл — детектив Деб МакКензи, напарница и любовница детектива Арройо. У неё был брат-полицейский, погибший на службе.
- Стелла Маив — Агнес Кларк, младшая сестра Уолтера, работающая в столовой недалеко от полицейского департамента.
- Рон Юан — лейтенант Питер Кенг, начальник отдела убийств.
- Холт Маккэлани — детектив Джо Диако.

### Второстепенные персонажи
- Триесте Келли Данн — Марго Диксон.
- Полли Дрейпер — Нора Кларк.
- Валери Петтифорд — Максин Оуэн.
- Майкл Мэдсен — Уолтер Кларк-старший, отец Уолтера-младшего и Агнес.
- Мадлен Сами — Клэр.

## Критика
Критики благосклонно отнеслись к сериалу. На Metacritic он получил рейтинг 63 из 100.
Майк Хейл из New York Times написал, что «сериалы Грега Берланти имеют тенденцию выглядеть красиво-глянцевыми и двигаться в четком темпе, и „Везунчик“ не исключение, что особенно видно в последних эпизодах». По мнению рецензента из газеты Newsday, главной особенностью сериала являются диалоги между персонажами и хорошая актёрская игра. Дороти Рабиновиц из The Wall Street Journal заявила, что сериал «насыщен прекрасной игрой, но никакое количество актерского таланта не могло бы сделать для этого сериала больше, что его разумно закрученные сюжеты и тонкие диалоги».